# جونيتشي كاوامورا
جونيتشي كاوامورا (باليابانية: 川村 淳一) (مواليد 24 يونيو 1980)، هو لاعب كرة قدم سابق كان يلعب كمهاجم.

## وصلات خارجية
- جونيتشي كاوامورا على موقع رابطة كرة القدم اليابانية للمحترفين (اليابانية)
- جونيتشي كاوامورا على موقع عالم كرة القدم.نت (الإنجليزية)